# Povratak u mrak
Povratak u mrak je strip epizoda Dilana Doga objavljena u Srbiji u svesci #200. u izdanju Veselog četvrtka. Na kioscima se pojavila 9. juna 2023. Koštala je 350 dinara (2,9 €; 3,3 $). Imala je 94 strane.

## Originalna epizoda
Originalna epizoda pod nazivom Riturno al buio objavljena je premijerno u #409. regularne edicije Dilana Doga u Italiji u izdanju Bonelija. Izašla je 30. septembra 2020. Koštala je 4,9 €. Scenario je napisao Klaudio Kjaveroti, a epizodu nacrtao Điđi Simeoni. Naslovnu stranu nacrtao Điđi Kavenago.

## Ponovno pojavljivanje Voštanog čoveka
Voštani čovek se prvi put pojavio u #34 epizodi Tama, koja je u bivšoj Jugoslaviji izašla u maju 1990. godine. Epizodu je takođe nacrtao Klaudio Kjaveroti.

## Mračna trilogija
Ova i naredne dve epizode spadaju u Mračnu trilogiju. Po nekim shvatanjima, sve tri epizode Mračne trilogije spadaju u najgore epizode serijala.

## Prethodna i naredna epizoda
Prethodna sveska je nosila naslov Gledanje u ambis (#199), a naredna Večita noć (#201).